# Giacomo Sartori (compositore)
Giacomo Sartori (Ala, 8 marzo 1860 – Trento, 25 marzo 1946) è stato un mandolinista, violinista e compositore italiano.
Avviato alla professione paterna, iniziò a suonare il mandolino da autodidatta, scrivendo la sua prima composizione a 18 anni.

## Biografia
Giacomo Sartori nacque ad Ala l'8 marzo del 1860 da Domenico, barbiere, ed Edvige Lutteri. 
All’epoca i Sartori vivevano in Via Nuova e si dedicavano alla bottega, barbieria e profumeria di famiglia. Siccome il fratello maggiore fu mandato a studiare, spettava al secondogenito Giacomo ereditare il mestiere del padre. La vocazione musicale prese però il sopravvento e il retrobottega divenne un piccolo centro culturale nel segno della musica. Giacomo cominciò a dedicarsi allo studio e alla composizione di brani che in poco tempo ebbero successo.
Il 1881 fu l’anno dell’iscrizione alla Società Musicale di Ala come “apprendista violino”. Nel 1888 invece interpretò  una fantasia di Roberto il diavolo di Meyerbeer nella sala della Filarmonica della sua città, accompagnato al pianoforte da Lorenzo Frelich, il direttore della stessa Filarmonica.
La crescita professionale del Sartori è stata favorita anche da alcune importanti frequentazioni. Fra queste spicca quella con il fiorentino Tito Brogialdi, direttore della Banda di Ala, e con Giovanni Toss, compositore e organista.
Giacomo portò a termine gli studi in violino, mentre approfondì il mandolino e la chitarra da autodidatta.
Nel 1889 Giacomo Sartori sposò Elvira Wagmeister proveniente da Appiano (BZ), dalla quale ebbe quattro figli. 
Il primo di questi morì a soli quindici anni a causa di una broncopolmonite. Qualche anno dopo Giacomo rimase prematuramente vedovo. Negli anni della Grande Guerra, quando Ala fu trasformata in zona di prima linea, si trasferì profugo con la famiglia a Verona, dove suonò spesso come primo violino in concerti sinfonici.
Finita la guerra, lasciò Verona e si trasferì presso la figlia sposata a Trento.
Dal 1919 al 1938 diresse l’orchestra mandolinistica del Club Armonia di Trento. Si dedicò anche alla composizione di musiche per strumenti a plettro. Le sue musiche, stampate e pubblicate dal giornale Il Mandolino di Torino e dal Mandolinista italiano di Milano vennero suonate e apprezzate in Italia e nel mondo. Tra la fine dell’Ottocento e l’inizio del Novecento era chiamato il “Lehar del mandolino”. A suo nome sorsero in molte città italiane ma anche all’estero (Austria, Germania, Svizzera, Francia, Ungheria, America Latina) club e orchestre a plettro.
Giacomo Sartori morì il 25 marzo del 1946 a Trento. Quattro anni dopo Ala, la sua città natale, lo ha onorato intitolandogli il suo teatro.

## Opere
Le sue musiche rispettano la tradizione melodico – popolare italiana con venature malinconiche nelle elegie e serenate, leggerezza e brio nei ballabili, nel segno di una immediata godibilità. Nel Trentino particolarmente famoso divenne L’Inno di Katzenau, altri furono scritti per il Veloce Club, il Club Armonia e nel 1900 L’Inno del finanziere per le Fiamme Gialle di Verona.
Fra le sue opere bisogna citare:
- 129 partiture in Il Mandolino, Torino, Giovanni Monticone, 1894 -1939
- 31 partiture pubblicate in Svizzera, Luchsingen, C. Notari
- 6 partiture nel Mandolinista italiano, Milano, A. Monzino e Garlandini
- 11 partiture in edizioni varie, fra cui Trento e Firenze

Composizioni musicali, già presso gli eredi, donate alla Biblioteca comunale di Ala:
- 15 riduzioni da opere celebri
- Ave Maria, a 2 voci (Pinè settembre 1944)
- 2 Serenate per la commedia Vecie Storie di Dante Sartori
- Al Bambino Gesù, per voce ed armonio (1942)
- Il Temporale, per canto e armonio (novembre 1906)
- Brani senza titolo per armonio o organo